# Drače (Foča, BiH)
Drače su naseljeno mjesto u općini Foči, Republika Srpska, BiH. 
Godine 1962. pripojeno im je naselje Ratine (Sl.list NRBiH, br.47/62).

## Stanovništvo
| Narod     | Popis 1961. | Popis 1971. | Popis 1981. | Popis 1991. |
| --------- | ----------- | ----------- | ----------- | ----------- |
| Hrvati    |             |             |             |             |
| Muslimani | 125         | 295         | 260         | 212         |
| Srbi      |             |             | 1           |             |
| ostali    | 1           |             |             |             |
| Ukupno    | 126         | 295         | 262         | 212         |